# Oscar de melhor fotografia
O Oscar de melhor fotografia (no Brasil) ou  Óscar de melhor cinematografia (em Portugal) (no original em inglês Academy Award for Best Cinematography) é um prêmio oferecido pela Academia de Artes e Ciências Cinematográficas desde 1929 que distingue a melhor Direção de Fotografia. A partir de 1940, passaram a ser oferecidos prêmios separados para fotografia em preto e branco e fotografia colorida. Em 1958 foi entregue apenas um prêmio e, a partir de 1967, passou a ser oferecido um prêmio apenas novamente.
Em 1933 não houve cerimônia de entrega dos prêmios Oscar, que foram entregues duas vezes em 1930 (em abril, referente aos filmes produzidos entre 2 de agosto de 1928 e 31 de julho de 1929, e em novembro, referente aos filmes produzidos entre 1º de agosto de 1929 e 31 de julho de 1930); em 1931 (em novembro, referente aos filmes produzidos entre 1º de agosto de 1930 e 31 de julho de 1931); em 1932 (em novembro, referente aos filmes produzidos entre 1º de agosto de 1931 e 31 de julho de 1932); e em 1934 (em março, referente aos filmes produzidos entre 1º de agosto de 1932 e 31 de dezembro de 1933).

## Vencedores e indicados

### Década de 1920
- 1929: Charles Rosher e Karl Struss – Sunrise
  - George Barnes – The Devil Dancer
  - George Barnes – The Magic Flame
  - George Barnes – Sadie Thompson

### Década de 1930
| - 1930: Clyde DeVinna – White Shadows in the South Seas - John F. Seitz – The Divine Lady - Ernest Palmer – 4 Devils - Arthur Edeson – In Old Arizona - Geroge Barnes – Our Dancing Daughters - Ernest Palmer – Street Angel - 1930: Joseph T. Rucker e Willard Van der Veer – With Byrd at the South Pole - Arthur Edeson – All Quiet on the Western Front - William H. Daniels – Anna Christie - Tony Gaudio e Harry Perry – Hell's Angels - Victor Milner – The Love Parade - 1931: Floyd Crosb – Tabu: A Story of the South Seas - Edward Cronjager – Cimarron - Lee Garmes – Marrocos - Charles Lang – The Right to Love - Barney McGill – Svengali - 1932: Lee Garmes – Shanghai Express - Ray June – Arrowsmith - Karl Struss – Dr. Jekyll and Mr. Hyde - 1934: Charles Lang – A Farewell to Arms - George J. Folsey – Reunion in Vienna - Karl Struss – The Sign of the Cross - 1935: Victor Milner – Cleopatra - Charles Rosher – The Affairs of Cellini - George J. Folsey – Operator 13 | - 1936: Hal Mohr – A Midsummer Night's Dream - Ray June – Barbary Coast - Victor Milner – The Crusades - Gregg Toland – Les Misérables - 1937: Gaetano Gaudio – Anthony Adverse - Victor Milner – The General Died at Dawn - George J. Folsey – The Gorgeous Hussy (Prêmio Especial entregue para W. Howard Greene e Harold Rosson pela fotografia colorida de The Garden of Allah) - 1938: Karl Freund – The Good Earth - Gregg Toland – Dead End - Joseph A. Valentine – Wings over Honolulu (Após uma recomendação do comitê dos diretores de fotografia, um Prêmio Especial foi entregue para W. Howard Greene pela fotografia colorida de A Star Is Born) - 1939: Joseph Ruttenberg – The Great Waltz - James Wong Howe – Algiers - Ernesy Miller e Harry J. Wild – Army Girl - Victor Milner – The Buccaneer - Ernesy Haller – Jezebel - Joseph A. Valentine – Mad About Music - Norbert Brodine – Merrily We Live - J. Peverell Marley – Suez - Robert De Grasse – Vivacious Lady - Joseph Walker – You Can't Take It With You - Leon Shamroy – The Young in Heart (Prêmio Especial entregue a Oliver Marsh e Allen Davey pela fotografia colorida de Sweethearts) |

### Década de 1940
| - 1940 (Preto e Branco): Gregg Toland – Wuthering Heights - Joseph A. Valentine – First Love - Victor Milner – The Great Victor Herbert - Joseph H. August – Gunga Din - Gregg Toland – Intermezzo - Tony Gaudio – Juarez - Norbert Brodine – Lady of the Tropics - Joseph Walker – Only Angels Have Wings - Bert Glennon – Stagecoach - Arthur C. Miller – The Rains Came - 1940 (Cor): Ernest Haller e Ray Rennahan – Gone with the Wind - Ray Rennahan e Bert Glennon – Drums Along the Mohawk - Georges Périnal e Osmond Borradaile – The Four Feathers - William V. Skall – The Mikado - Sol Polito e W. Howard Greene – The Private Lives of Elizabeth and Essex - Harold Rosson – The Wizard of Oz - 1941 (Preto e Branco): George Barnes – Rebecca - James Wong Howe – Abe Lincoln in Illinois - Ernest Haller – All This, and Heaven Too - Charles Lang – Arise, My Love - Harold Rosson – Boom Town - Rudolph Maté – Foreign Correspondent - Tony Gaudio – The Letter - Gregg Toland – The Long Voyage Home - Joseph A. Valentine – Spring Parade - Tony Gaudio – Waterloo Bridge - 1941 (Cor): Georges Périnal – The Thief of Bagdad - Oliver T. Marsh e Allen M. Davey – Bitter Sweet - Arthur C. Miller e Ray Rennahan – The Blue Bird - Leon Shamroy e Ray Rennahan – Down Argentine Way - Victor Milner e W. Howard Greene – North West Mounted Police - Sidney Wagner e William V. Skall – Northwest Passage - 1942 (Preto e Branco): Arthur C. Miller – How Green Was My Valley - Karl Freund – The Chocolate Soldier - Gregg Toland – Citizen Kane - Joseph Ruttenberg – Dr. Jekyll and Mr. Hyde - Joseph Walker – Here Comes Mr. Jordan - Leo Tover – Hold Back the Dawn - Sol Polito – Sergeant York - Edward Cronjager – Sun Valley Serenade - Charles Lang – Sundown - Rudolph Maté – That Hamilton Woman! - 1942 (Cor): Ernest Palmer e Ray Rennahan – Blood and Sand - Wilfred M. Cline, Karl Struss e William E. Snyder – Aloma of the South Seas - William V. Skall e Leonard Smith – Billy the Kid - Karl Freund e W. Howard Greene – Blossoms in the Dust - Bert Glennon – Dive Bomber - Harry Hallenberger e Ray Rennahan – Louisiana Purchase - 1943 (Preto e Branco): Joseph Ruttenberg – Mrs. Miniver - James Wong Howe – Kings Row - Stanley Cortez – The Magnificent Ambersons - Charles G. Clarke – Moontide - Edward Cronjager – The Pied Piper - Rudolph Maté – The Pride of the Yankees - John J. Mescall – Take a Letter, Darling - Ted Tetzlaff – The Talk of the Town - Leon Shamroy – Ten Gentlemen from West Point - Arthur C. Miller – This Above All - 1943 (Cor): Leon Shamroy – The Black Swan - Milton R. Krasner, William V. Skall e W. Howard Greene – Arabian Nights - Sol Polito – Captains of the Clouds - W. Howard Greene – Jungle Book - Victor Milner e William V. Skall – Reap the Wild Wind - Edward Cronjager e William V. Skall – To the Shores of Tripoli | - 1944 (Preto e Branco): Arthur C. Miller – The Song of Bernadette - James Wong Howe, Elmer Dyer e Charles A. Marshall – Air Force - Arthur Edeson – Casablanca - Tony Gaudio – Corvette K-225 - John F. Seitz – Five Graves to Cairo - Harry Stradling – The Human Comedy - Joseph Ruttenberg – Madame Curie - James Wong Howe – The North Star - Rudolph Maté – Sahara - Charles Lang – So Proudly We Hail! - 1944 (Cor): Hal Mohr e W. Howard Greene – Phantom of the Opera - Ray Rennahan – For Whom the Bell Tolls - Edward Cronjager – Heaven Can Wait - Charles G. Clarke e Allen M. Davey – Hello, Frisco, Hello - Leonard Smith – Lassie Come Home - George J. Folsey – Thousands Cheer - 1945 (Preto e Branco): Joseph LaShelle – Laura - John F. Seitz – Double Indemnity - Sidney Wagner – Dragon Seed - Joseph Ruttenberg – Gaslight - Lionel Lindon – Going My Way - Glen MacWilliams – Lifeboat - Stanley Cortez e Lee Garmes – Since You Went Away - Robert Surtees e Harold Rosson – Thirty Seconds Over Tokyo - Charles Lang – The Uninvited - George J. Folsey – The White Cliffs of Dover - 1945 (Cor): Leon Shamroy – Wilson - Rudolph Maté e Allen M. Davey – Cover Girl - Edward Cronjager – Home in Indiana - Charles Rosher – Kismet - Ray Rennahan – Lady in the Dark - George J. Folsey – Meet Me in St. Louis - 1946 (Preto e Branco): Harry Stradling – The Picture of Dorian Gray - Arthur C. Miller – The Keys of the Kingdom - John F. Seitz – The Lost Weekend - Ernest Haller – Mildred Pierce - George Barnes – Spellbound - 1946 (Cor): Leon Shamroy – Leave Her to Heaven - Robert H. Planck e Charles P. Boyle – Anchors Aweigh - Leonard Smith – National Velvet - Tony Gaudio e Allen M. Davey – A Song to Remember - George Barnes – The Spanish Main - 1947 (Preto e Branco): Arthur C. Miller – Anna and the King of Siam - George J. Folsey – The Green Years - 1947 (Cor): Charles Rosher, Leonard Smith e Arthur Arling – The Yearling - Joseph Walker – The Jolson Story - 1948 (Preto e Branco): Guy Green – Great Expectations - George J. Folsey – Green Dolphin Street - Charles Lang – The Ghost and Mrs. Muir - 1948 (Cor): Jack Cardiff – Black Narcissus - J. Peverell Marley e William V. Skall – Life with Father - Harry Jackson – Mother Wore Tights - 1949 (Preto e Branco): William H. Daniels – The Naked City - Charles Lang – A Foreign Affair - Nicholas Musuraca – I Remember Mama - Ted D. McCord – Johnny Belinda - Joseph H. August – Portrait of Jennie (indicação póstuma) - 1949 (Cor): Joseph A. Valentine, William V. Skall e Winton Hoch – Joan of Arc - Charles G. Clarke – Green Grass of Wyoming - William E. Snyder – The Loves of Carmen - Robert H. Planck – The Three Musketeers |

### Década de 1950
| - 1950 (Preto e Branco): Paul C. Vogel – Battleground - Franz Planer – Champion - Joseph LaShelle – Come to the Stable - Leo Tover – The Heiress - Leon Shamroy – Prince of Foxes - 1950 (Cor): Winton Hoch – She Wore a Yellow Ribbon - Harry Stradling – The Barkleys of Broadway - William E. Snyder – Jolson Sings Again - Robert H. Planck e Charles Schoenbaum – Little Women - Charles G. Clarke – Sand - 1951 (Preto e Branco): Robert Krasker – The Third Man - Milton R. Krasner – All About Eve - Harold Rosson – The Asphalt Jungle - Victor Milner – The Furies - John F. Seitz – Sunset Boulevard - 1951 (Cor): Robert Surtees – King Solomon's Mines - Charles Rosher – Annie Get Your Gun - Ernest Palmer – Broken Arrow - Ernest Haller – The Flame and the Arrow - George Barnes – Samson and Delilah - 1952 (Preto e Branco): William C. Mellor – A Place in the Sun - Franz Planer – Death of a Salesman - Norbert Brodine – The Frogmen - Robert Burks – Strangers on a Train - Harry Stradling – A Streetcar Named Desire - 1952 (Cor): Alfred Gilks e John Alton – An American in Paris - Leon Shamroy – David and Bathsheba - Robert Surtees e Wiiliam V. Skall – Quo Vadis - Charles Rosher – Show Boat - John F. Seitz e W. Howard Greene – When Worlds Collide - 1953 (Preto e Branco): Robert Surtees – The Bad and the Beautiful - Russell Harlan – The Big Sky - Joseph LaShelle – My Cousin Rachel - Virgil Miller – Navajo - Charles Lang – Sudden Fear - 1953 (Cor): Winton Hoch e Archie Stout – The Quiet Man - Harry Stradling – Hans Christian Andersen - Freddie Young – Ivanhoe - George J. Folsey – Million Dollar Mermaid - Leon Shamroy – The Snows of Kilimanjaro - 1954 (Preto e Branco): Burnett Guffey – From Here to Eternity - Hal Mohr – The Four Poster - Joseph Ruttenberg – Julius Caesar - Joseph C. Brun – Martin Luther - Franz Planer e Henri Alekan – Roman Holiday - 1954 (Cor): Loyal Griggs – Shane - George J. Folsey – All the Brothers Were Valiant - Edward Cronjager – Beneath the 12-Mile Reef - Robert H. Plank – Lili - Leon Shamroy – The Robe | - 1955 (Preto e Branco): Boris Kaufman – On the Waterfront - John F. Warren – The Country Girl - George J. Folsey – Executive Suite - John F. Seitz – Rogue Cop - Charles Lang – Sabrina - 1955 (Cor): Milton R. Krasner – Three Coins in the Fountain - Leon Shamroy – The Egyptian - Robert Burks – Rear Window - George J. Folsey – Seven Brides for Seven Brothers - William V. Skall – The Silver Chalice - 1956 (Preto e Branco): James Wong Howe – The Rose Tattoo - Russell Harlan – Blackboard Jungle - Arthur E. Arling – I'll Cry Tomorrow - Joseph LaShelle – Marty - Charles Lang – Queen Bee - 1956 (Cor): Robert Burks – To Catch a Thief - Harry Stradling – Guys and Dolls - Leon Shamroy – Love Is a Many-Splendored Thing - Harold Lipstein – A Man Called Peter - Robert Surtees – Oklahoma! - 1957 (Preto e Branco): Joseph Ruttenberg – Somebody Up There Likes Me - Boris Kaufman – Baby Doll - Harold Rosson – The Bad Seed - Burnett Guffey – The Harder They Fall - Walter Strenge – Stagecoach to Fury - 1957 (Cor): Lionel Lindon – Around the World in 80 Days - Harry Stradling – The Eddy Duchin Story - Leon Shamroy – The King and I - Loyal Griggs – The Ten Commandments - Jack Cardiff – War and Peace - 1958 (Cor): Jack Hildyard – The Bridge on the River Kwai - Milton R. Krasner – An Affair to Remember - Ray June – Funny Face - William C. Mellor – Peyton Place - Ellsworth Fredericks – Sayonara - 1959 (Preto e Branco): Sam Leavitt – The Defiant Ones - Daniel L. Fapp – Desire Under the Elms - Lionel Lindon – I Want to Live! - Charles Lang – Separate Tables - Joseph McDonald – The Young Lions - 1959 (Cor): Joseph Ruttenberg – Gigi - Harry Stradling – Auntie Mame - William H. Daniels – Cat on a Tin Roof - James Wong Howe – The Old Man and the Sea - Leon Shamroy – South Pacific |

### Década de 1960
| - 1960 (Preto e Branco): William C. Mellor – The Diary of Anne Frank - Sam Leavitt – Anatomy of a Murder - Joseph LaShelle – Career - Charles Lang – Some Like It Hot - Harry Stradling – The Young Philadelphians - 1960 (Cor): Robert Surtees – Ben-Hur - Lee Garmes – The Big Fisherman - Daniel L. Fapp – The Five Pennies - Franz Planer – The Nun's Story - Leon Shamroy – Porgy and Bess - 1961 (Preto e Branco): Freddie Francis – Sons and Lovers - Joseph LaShelle – The Apartment - Charles Lang – The Facts of Life - Ernest Laszlo – Inherit the Wind - John L. Russell – Psycho - 1961 (Cor): Russell Metty – Spartacus - William H. Clothier – The Alamo (1960) - Joseph Ruttenberg e Charles Harten – Butterfield 8 - Sam Leavitt – Exodus - Joseph MacDonald – Pepe - 1962 (Preto e Branco): Eugen Schüfftan – The Hustler - Edward Colman – The Absent-Minded Professor - Franz Planer – The Children's Hour - Ernest Laszlo – Judgment at Nuremberg - Daniel L. Fapp – One, Two, Three - 1962 (Cor): Daniel L. Fapp – West Side Story - Jack Cardiff – Fanny - Russell Metty – Flower Drum Song - Harry Stradling – A Majority of One - Charles Lang – One-Eyed Jacks - 1963 (Preto e Branco): Jean Bourgoin e Walter Wottitz – The Longest Day - Burnett Guffey – Birdman of Alcatraz - Russell Harlan – To Kill a Mockingbird - Ted D. McCord – Two for the Seesaw - Ernest Haller – What Ever Happened to Baby Jane? - 1963 (Cor): Freddie Young – Lawrence of Arabia - Harry Stradling – Gypsy - Russell Harlan – Hatari! - Robert Surtees – Mutiny on the Bounty - Paul Vogel – The Wonderful World of the Brothers Grimm - 1964 (Preto e Branco): James Wong Howe – Hud - George Folsey – The Balcony - Lucien Ballard – The Caretakers - Ernest Haller – Lilies of the Field - Milton Krasner – Love with the Proper Stranger | - 1964 (Cor): Leon Shamroy – Cleopatra - Leon Shamroy – The Cardinal - William Daniels, Milton Krasner, Charles Lang e Joseph LaShelle – How the West Was Won - Joseph LaShelle – Irma la Douce - Ernest Laszlo – It's a Mad, Mad, Mad, Mad World - 1965 (Preto e Branco): Walter Lassally – Zorba the Greek - Philip Lathrop – The Americanization of Emily - Milton Krasner – Fate Is the Hunter - Joseph Biroc – Hush... Hush, Sweet Charlotte - Gabriel Figueroa – The Night of the Iguana - 1965 (Cor): Harry Stradling – My Fair Lady - Geoffrey Unsworth – Becket - William Clothier – Cheyenne Autumn - Edward Colman – Mary Poppins - Daniel L. Fapp – The Unsinkable Molly Brown - 1966 (Preto e Branco): Ernest Laszlo – Ship of Fools - Loyal Griggs – In Harm's Way - Burnett Guffey – King Rat - Conrad Hall – Morituri - Robert Burks – A Patch of Blue - 1966 (Cor): Freddie Young – Doctor Zhivago - Leon Shamroy – The Agony and the Ecstasy - Russell Harlan – The Great Race - William C. Melor e Loyal Griggs – The Greatest Story Ever Told - Ted C. McCord – The Sound of Music - 1967:(Preto e Branco): Haskell Wexler – Who's Afraid of Virginia Woolf? - Joseph LaShelle – The Fortune Cookie - Kenneth Higgins – Georgy Girl - Marcel Grignon – Paris Brûle-t-il? - James Wong Howe – Seconds - 1967 (Cor): Ted Moore – A Man for All Seasons - Ernest Laszlo – Fantastic Voyage - Russell Harlan – Hawaii - Conrad Hall – The Professionals - Joseph MacDonald – The Sand Pebbles - 1968: Burnett Guffey – Bonnie and Clyde - Conrad Hall – In Cold Blood - Richard H. Kline – Camelot - Robert Surtees – Doctor Doolittle - Robert Surtees – The Graduate - 1969: Pasqualino De Santis – Romeo and Juliet - Daniel L. Fapp – Ice Station Zebra - Ernest Laszlo – Star! - Oswald Morris – Oliver! - Harry Stradling – Funny Girl |

### Década de 1970
| - 1970: Conrad Hall – Butch Cassidy and the Sundance Kid - Daniel L. Fapp – Marooned - Arthur Ibbetson – Anne of the Thousand Days - Charles Lang – Bob & Carol & Ted & Alice - Harry Stradling – Hello, Dolly! - 1971: Freddie Young – Ryan's Daughter - Fred Koenekamp – Patton - Ernest Laszlo – Airport - Charles F. Wheeler, Osami Furuya, Sinsaku Himeda e Masamichi Satoh – Tora! Tora! Tora! - Billy Williams – Women in Love - 1972: Oswald Morris – Fiddler on the Roof - Owen Roizman – The French Connection - Robert Surtees – The Last Picture Show - Robert Surtees – Summer of '42 - Freddie Young – Nicholas and Alexandra - 1973: Geoffrey Unsworth – Cabaret - Charles Lang – Butterflies Are Free - Douglas Slocombe – Travels with My Aunt - Harold E. Stine – The Poseidon Adventure - Harry Stradling – 1776 - 1974: Sven Nykvist – Cries and Whispers - Jack Couffer – Jonathan Livingston Seagull - Owen Roizman – The Exorcist - Harry Stradling – The Way We Were - Robert Surtees – The Sting | - 1975: Fred Koenekamp e Joseph Biroc – The Towering Inferno - John A. Alonzo – Chinatown - Philip Lathrop – Earthquake - Bruce Surtees – Lenny - Geoffrey Unsworth – Murder on the Orient Express - 1976: John Alcott – Barry Lyndon - Conrad Hall – The Day of the Locust - James Wong Howe – Funny Lady - Robert Surtees – The Hindenburg - Haskell Wexler e Bill Butler – One Flew Over the Cuckoo's Nest - 1977: Haskell Wexler – Bound for Glory - Richard H. Kline – King Kong - Ernest Laszlo – Logan's Run - Owen Roizman – Network - Robert Surtees – A Star Is Born - 1978: Vilmos Zsigmond – Close Encounters of the Third Kind - William A. Fraker – Looking for Mr. Goodbar - Fred J. Koenekamp – Islands in the Stream - Douglas Slocombe – Julia - Robert Surtees – The Turning Point - 1979: Néstor Almendros – Days of Heaven - William A. Fraker – Heaven Can Wait - Oswald Morris – The Wiz - Robert Surtees – Same Time, Next Year - Vilmos Zsigmond – The Deer Hunter |

### Década de 1980
| - 1980: Vittorio Storaro – Apocalypse Now - Néstor Almendros – Kramer vs. Kramer - William A. Fraker – 1941 - Frank Phillips – The Black Hole - Giuseppe Rotunno – All That Jazz - 1981: Geoffrey Unsworth e Ghislain Cloquet – Tess - Néstor Almendros – The Blue Lagoon - Ralf D. Bode – Coal Miner's Daughter - Michael Chapman – Raging Bull - James Crabe – The Formula - 1982: Vittorio Storaro – Reds - Miroslav Ondricek – Ragtime - Douglas Slocombe – Raiders of the Lost Ark - Alex Thomson – Excalibur - Billy Williams – On Golden Pond - 1983: Billy Williams e Ronnie Taylor – Gandhi - Néstor Almendros – Sophie's Choice - Allen Daviau – E.T. the Extra-Terrestrial - Owen Roizman – Tootsie - Jost Vacano – Das Boot - 1984: Sven Nykvist – Fanny e Alexander - Caleb Deschanel – The Right Stuff - William A. Fraker – WarGames - Don Peterman – Flashdance - Gordon Willis – Zelig | - 1985: Chris Menges – The Killing Fields - Ernest Day – A Passage to India - Caleb Deschanel – The Natural - Miroslav Ondricek – Amadeus - Vilmos Zsigmond – The River - 1986: David Watkin – Out of Africa - Allen Daviau – The Color Purple - William A. Fraker – Murphy's Romance - Takao Saito, Masaharu Ueda e Asakazu Nakai – Ran - John Seale – Witness - 1987: Chris Menges – The Mission - Jordan Cronenweth – Peggy Sue Got Married - Don Peterman – Star Trek IV: The Voyage Home - Tony Pierce-Roberts – A Room with a View - Robert Richardson – Platoon - 1988: Vittorio Storaro – The Last Emperor - Michael Ballhaus – Broadcast News - Allen Daviau – Empire of the Sun - Philippe Rousselot – Hope and Glory - Haskell Wexler – Matewan - 1989: Peter Biziou – Mississippi Burning - Dean Cundey – Who Framed Roger Rabbit - Conrad Hall – Tequila Sunrise - Sven Nykvist – The Unbearable Lightness of Being - John Seale – Rain Man |

### Década de 1990
| - 1990: Freddie Francis – Glory - Michael Ballhaus – The Fabulous Baker Boys - Robert Richardson – Born on the Fourth of July - Mikael Salomon – The Abyss - Haskell Wexler – Blaze - 1991: Dean Semler – Dances with Wolves - Allen Daviau – Avalon - Philippe Rousselot – Henry and June - Vittorio Storaro – Dick Tracy - Gordon Willis – The Godfather Part III - 1992: Robert Richardson – JFK - Adrian Biddle – Thelma & Louise - Allen Daviau – Bugsy - Stephen Goldblatt – The Prince of Tides - Adam Greenberg – Terminator 2: Judgment Day - 1993: Philippe Rousselot – A River Runs Through It - Stephen H. Burum – Hoffa - Robert Fraisse – L'amant - Jack N. Green – Unforgiven - Tony Pierce-Roberts – Howards End - 1994: Janusz Kamiński – Schindler's List - Gu Changwei – Ba Wang Bie Ji - Michael Chapman – The Fugitive - Stuart Dryburgh – The Piano - Conrad Hall – Searching for Bobby Fischer | - 1995: John Toll – Legends of the Fall - Don Burgess – Forrest Gump - Roger Deakins – The Shawshank Redemption - Owen Roizman – Wyatt Earp - Piotr Sobocinski – Trois Couleurs: Rouge - 1996: John Toll – Braveheart - Michael Coulter – Sense and Sensibility - Stephen Goldblatt – Batman Forever - Emmanuel Lubezki – A Little Princess - Lu Yue – Yáo a Yáo, Yáo Dào Wàipó Qiáo - 1997: John Seale – The English Patient - Darius Khondji – Evita - Roger Deakins – Fargo - Caleb Deschanel – Fly Away Home - Chris Menges – Michael Collins - 1998: Russell Carpenter – Titanic - Janusz Kamiński – Amistad - Roger Deakins – Kundun - Dante Spinotti – L.A. Confidential - Eduardo Serra – The Wings of the Dove - 1999: Janusz Kamiński – Saving Private Ryan - Conrad Hall – A Civil Action - Remi Adefarasin – Elizabeth - Richard Greatrex – Shakespeare in Love - John Toll – The Thin Red Line |

### Década de 2000
| - 2000: Conrad Hall – American Beauty - Roger Pratt – The End of the Affair - Dante Spinotti – The Insider - Emmanuel Lubezki – Sleepy Hollow - Robert Richardson – Snow Falling on Cedars - 2001: Peter Pau – Wòhǔ Cánglóng - John Mathieson – Gladiator - Lajos Koltai – Malèna - Roger Deakins – O Brother, Where Art Thou? - Caleb Deschanel – The Patriot - 2002: Andrew Lesnie – The Lord of the Rings: The Fellowship of the Ring - Bruno Delbonnel – Le Fabuleux Destin d'Amélie Poulain - Slawomir Idziak – Black Hawk Down - Roger Deakins – The Man Who Wasn't There - Donald M. McAlpine – Moulin Rouge! - 2003: Conrad Hall – Road to Perdition (prêmio póstumo) - Dion Beebe – Chicago - Edward Lachman – Far from Heaven - Michael Ballhaus – Gangs of New York - Paweł Edelman – The Pianist - 2004: Russell Boyd – Master and Commander: The Far Side of the World - César Charlone – Cidade de Deus - John Seale – Cold Mountain - Eduardo Serra – Girl with a Pearl Earring - John Schwartzman – Seabiscuit | - 2005: Robert Richardson – The Aviator - Zhao Xiaoding – Shi Mian Mai Fu - Caleb Deschanel – The Passion of the Christ - John Mathieson – The Phantom of the Opera - Bruno Delbonnel – Un Long Dimanche de Fiançailles - 2006: Dion Beebe – Memoirs of a Geisha - Wally Pfister – Batman Begins - Rodrigo Prieto – Brokeback Mountain - Robert Elswit – Good Night, and Good Luck - Emmanuel Lubezki – The New World - 2007: Guillermo Navarro – El Laberinto del Fauno - Vilmos Zsigmond – The Black Dahlia - Emmanuel Lubezki – Children of Men - Dick Pope – The Illusionist - Wally Pfister – The Prestige - 2008: Robert Elswit – There Will Be Blood - Roger Deakins – The Assassination of Jesse James by the Coward Robert Ford - Seamus McGarvey – Atonement - Roger Deakins – No Country for Old Men - Janusz Kamiński – Le Scaphandre et le Papillon - 2009: Anthony Dod Mantle – Slumdog Millionaire - Tom Stern – Changeling - Claudio Miranda – The Curious Case of Benjamin Button - Wally Pfister – The Dark Knight - Roger Deakins e Chris Menges – The Reader |

### Década de 2010
| - 2010: Mauro Fiore – Avatar - Barry Ackroyd – The Hurt Locker - Bruno Delbonnel – Harry Potter and the Half-Blood Prince - Christian Berger – Das weiße Band - Robert Richardson – Inglourious Basterds - 2011: Wally Pfister – Inception - Danny Cohen – The King's Speech - Jeff Cronenweth – The Social Network - Roger Deakins – True Grit - Matthew Libatique – Black Swan - 2012: Robert Richardson – Hugo - Jeff Cronenweth – The Girl with the Dragon Tattoo - Janusz Kamiński – War Horse - Emmanuel Lubezki – The Tree of Life - Guillaume Schiffman – The Artist - 2013: Claudio Miranda – Life of Pi - Roger Deakins – Skyfall - Janusz Kamiński – Lincoln - Seamus McGarvey – Anna Karenina - Robert Richardson – Django Unchained - 2014: Emmanuel Lubezki – Gravity - Philippe Le Sourd – Yī Dài Zōng Shī - Bruno Delbonnel – Inside Llewyn Davis - Phedon Papamichael – Nebraska - Roger Deakins – Prisoners | - 2015: Emmanuel Lubezki – Birdman - Roger Deakins – Unbroken - Ryszard Lenczewski e Łukasz Żal – Ida - Dick Pope – Mr. Turner - Robert D. Yeoman – The Grand Budapest Hotel - 2016: Emmanuel Lubezki – The Revenant - Roger Deakins – Sicario - Edward Lachman – Carol - Robert Richardson – The Hateful Eight - John Seale – Mad Max: Fury Road - 2017: Linus Sandgren – La La Land - Bradford Young – Arrival - Greig Fraser – Lion - James Laxton – Moonlight - Rodrigo Prieto – Silence - 2018: Roger Deakins – Blade Runner 2049 - Hoyte van Hoytema – Dunkirk - Rachel Morrison – Mudbound - Bruno Delbonnel – Darkest Hour - Dan Laustsen – The Shape of Water - 2019: Alfonso Cuarón – Roma - Łukasz Żal - Zimna wojna - Robbie Ryan - The Favourite - Caleb Deschanel - Werk ohne Autor - Matthew Libatique - A Star Is Born |

### Década de 2020
- 2020: Roger Deakins – 1917
  - Lawrence Sher – Joker
  - Rodrigo Prieto – The Irishman
  - Jarin Blaschke – The Lighthouse
  - Robert Richardson – Once Upon a Time in Hollywood
- 2021: Erik Messerschmidt – Mank
  - Joshua James Richards – Nomadland
  - Dariusz Wolski – News of the World
  - Phedon Papamichael – The Trial of Chicago 7
  - Sean Bobbitt – Judas and the Black Messiah
- 2022: Greig Fraser – Dune
  - Dan Laustsen – Nightmare Alley
  - Janusz Kamiński – West Side Story
  - Ari Wegner – The Power of the Dog
  - Bruno Delbonnel – The Tragedy of Macbeth
- 2023: James Friend - All Quiet on the Western Front
  - Darius Khondji - Bardo, False Chronicle of a Handful of Truths
  - Mandy Walker - Elvis
  - Roger Deakins - Empire of Light
  - Florian Hoffmeister - Tár
- 2024: Hoyte van Hoytema - Oppenheimer
  - Rodrigo Prieto - Killers of the Flower Moon
  - Edward Lachman - El Conde
  - Matthew Libatique - Maestro
  - Robbie Ryan - Poor Things